# Månfläcksvecklare
Månfläcksvecklare, Grapholita lunulana är en fjärilsart som först beskrevs av Michael Denis och Ignaz Schiffermüller 1775.  Månfläcksvecklare ingår i släktet Grapholita, och familjen vecklare, Tortricidae. Enligt den finska rödlistan är arten nationellt utdöd i Finland, medan arten är reproducerande och har en livskraftig, (LC), population i Sverige.